# Alois Jirásek
Alois Jirásek (pronunciación en checo: /ˈalojs ˈjɪraːsɛk/; 23 de agosto de 1851, Hronov, entonces parte del Reino de Bohemia-12 de marzo de 1930, Praga, entonces parte de Checoslovaquia) fue un escritor checo; autor de obras de teatro y novelas históricas. Fue profesor de historia del instituto de secundaria en Litomyšl y más tarde en Praga, hasta su jubilación en 1909.
Escribió una serie de novelas históricas impregnadas de fe en su nación y en el progreso hacia la libertad y la justicia. Fue cercano a muchas importantes personalidades checas, como Mikoláš Aleš, Josef Václav Sládek, Karel Václav Rais, con quienes solía compartir en un club de arte en la Cafetería Unión. Trabajó como redactor en la revista Zvon y estuvo nominado al Premio Nobel de Literatura en 1918, 1919, 1921 y 1930. Fue un partidario de la independencia de las naciones checa y eslovaca.

## Biografía
Alois Jirásek nació el 23 de agosto de 1851 en Hronov, en el Reino de Bohemia (hoy República Checa), entonces parte del Imperio austríaco. Su familia se componía de pequeños tejedores y campesinos de modestos recursos. Su padre fue Josef Jirásek (1822-1901), tejedor y luego panadero, y su madre fue Vincencie Jirásková (1821-1887). Tuvo ocho hermanos, los menores a él: Helena, Josef, Emílie, y los mayores: Rudolf, Žofie, Božena, Adolf y Antonín. 
Asistió a un instituto benedictino alemán en Broumov (1863-1867) y al instituto checo en Hradec Králové (1867-71), para luego estudiar historia en la Universidad Carolina (1871-74). Después de acabar sus estudios se devolvió a Litomyšl, donde vivió durante 14 años y enseñó historia, lengua y geografía en una escuela secundaria. También escribió sus primeros trabajos importantes, como Psohlavci o Historia filosófica, sobre la vida de los estudiantes en Litomyšl. El 11 de agosto de 1879 se casó con María Podhajská (1859-1927), de familia adinerada, con quien tuvo siete niñas y un niño.

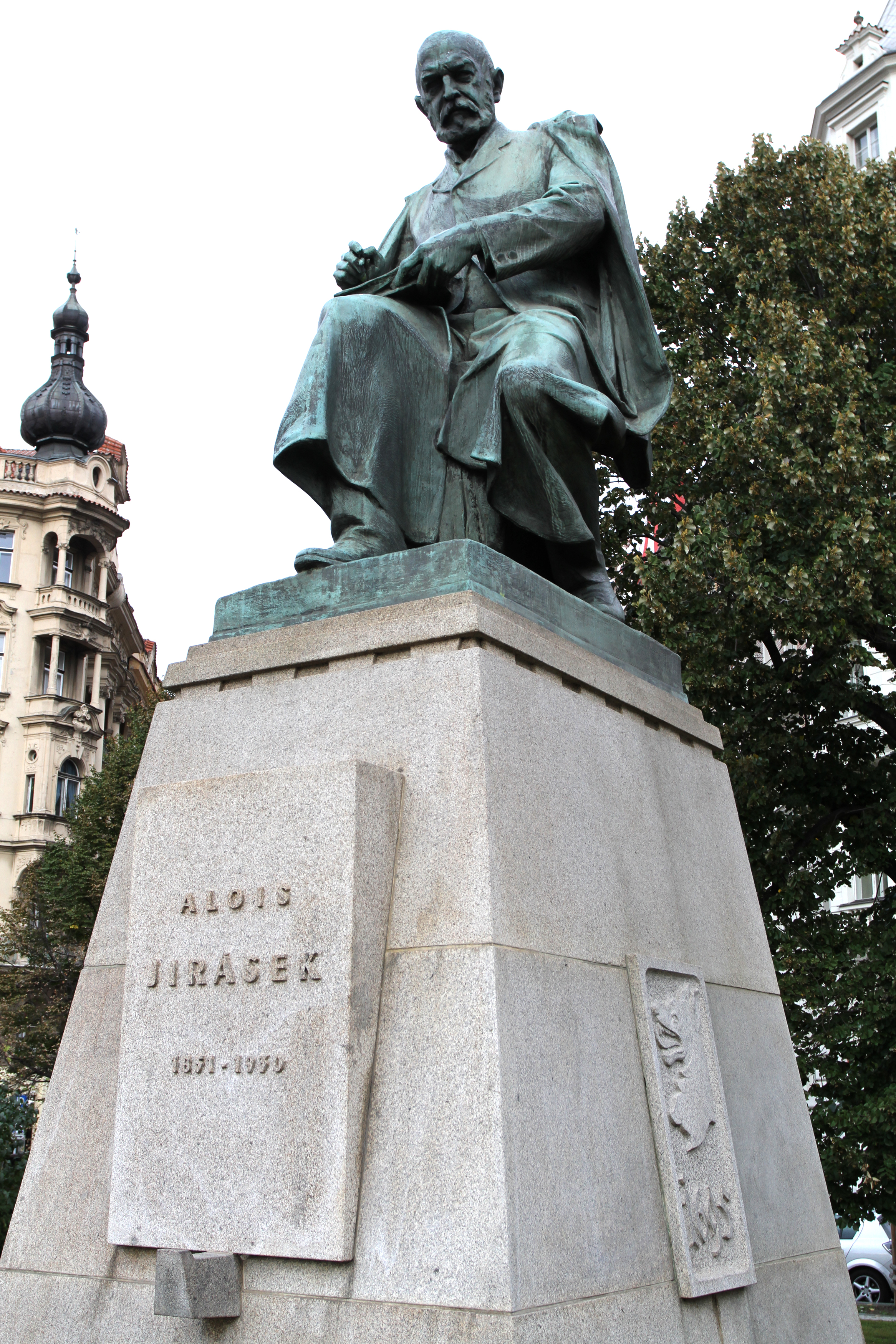
Monumento al escritor en la plaza Jirásek, Praga.

En 1888 se trasladaron a Praga. Estuvieron insatisfechos con sus  dos primeros apartamentos, pero después de cinco años encontraron el indicado en la calle Resslova, en la esquina de la actual plaza Jirasek, donde se encuentra un conmemorativo al escritor (ver Honores). Vivieron allí desde 1903 hasta su muerte en 1930. En Praga, continuó su carrera como profesor, en la escuela primaria de la calle Žitná, y como escritor literario; y tuvo la oportunidad de conocer miembros del mundo artístico y científico. Comenzó a reunirse con Mikoláš Aleš, con quien compartía las mismas ideas artísticas y planes; y con Josef Václav Sládek, Jaroslav Vrchlický y Josef Thomayer. También se hizo amigo de Zikmund Winter, K.V. Rais, y de generaciones más jóvenes como Josef Svatopluk Machar y Zdeněk Nejedlý. Todas sus obras dramáticas y novelas más extensas fueron escritas en Praga. 
El 3 de julio de 1908 fue elegido miembro de Academia Checa de Artes y Ciencias y en 1901, miembro extraordinario de la Real Sociedad Científica Checa. Se retiró en 1909 y se dedicó la mayoría del tiempo a la literatura. A menudo visitaba su ciudad natal, Hronov, pero también recorrió Europa para estudiar las locaciones de sus novelas. Visitó el área de Chodsko (cerca de Domažlice, República Checa) en 1876, donde volvería varias veces; también Dresde (Alemania) en 1885, Bohemia del Sur, Constanza (Alemania) e Italia en 1890, Eslovaquia y Hungría en 1897 y Bled (Eslovenia) en 1900.
En mayo de 1917 fue uno de los primeros en firmar el "Manifesto de escritores checos", una importante proclamación que apoyó los esfuerzos políticos de tener un país independiente para los checos. El 28 de octubre de 1918, Izidor Zahradník y Jirásek participaron en la lectura del declaración de independencia de Checoslovaquia, a las 11 a. m. bajo la estatua de Wenceslao. El 21 de diciembre de 1918, Jirásek dio la bienvenida con un discurso al primer presidente del nuevo país, Tomáš Masaryk, y posteriormente se reunió con él en muchas ocasiones.
En 1919 se volvió un miembro del parlamento en la Asamblea Nacional Revolucionaria de la República Checoslovaca, y en las elecciones parlamentarias en Checoslovaquia de 1920 fue electo senador de la Asamblea Nacional, cargo que mantuvo hasta 1925. Jirásek representó al partido Democracia Nacional Checoslovaca, de extrema derecha, siendo anteriormente partidario de su antecesor, el Partido de los Jóvenes Checos.
Continuó su carrera política y literaria hasta que una enfermedad lo incapacitó. El 23 de septiembre de 1921 abandonó la Iglesia católica; todavía era cristiano, pero nunca volvió a entrar a una iglesia o pertenecer a una religión organizada.
El 12 de marzo de 1930, murió en Praga, pero fue enterrado en su ciudad natal, Hronov. El 15 de marzo hubo un servicio conmemorativo frente al Museo Nacional de Praga, en la Plaza de Wenceslao, donde Karel Kramář y František Soukup dieron discursos. El funeral multitudinario, al día siguiente, tuvo lugar en el panteón del Museo Nacional, donde asistieron Tomáš Masaryk, políticos, profesores universitarios, diplomáticos, generales y soldados. En el mismo discursaron el ministro de Educación Ivan Dérer, Jaroslav Kvapil y Rudolf Medek. Debido a que Alois ya no pertenecía a ninguna religión, la Iglesia católica prohibió sonar las campanas de las iglesias en Praga para honrarlo, además no hubo ningún sacerdote en su funeral. Después de la cremación un convoy de autos llevó la urna a Hronov, donde tuvo lugar la última parte del funeral, y fueron haciendo paradas en varias ciudades checas. En el evento en Hronov se podría oír piezas famosas de J.B. Foerster.

## Bibliografía

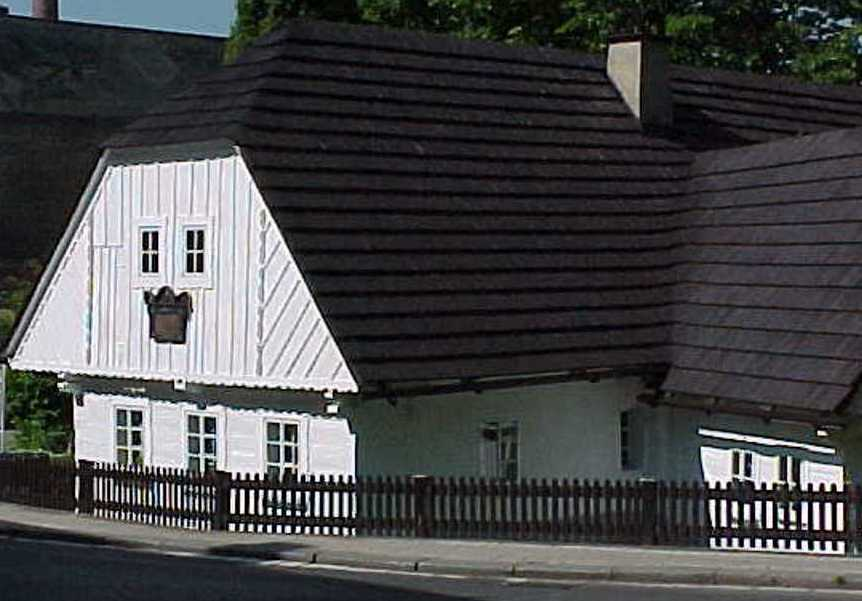
Casa donde Alois Jirasek nació.

### Obras

#### Prosa

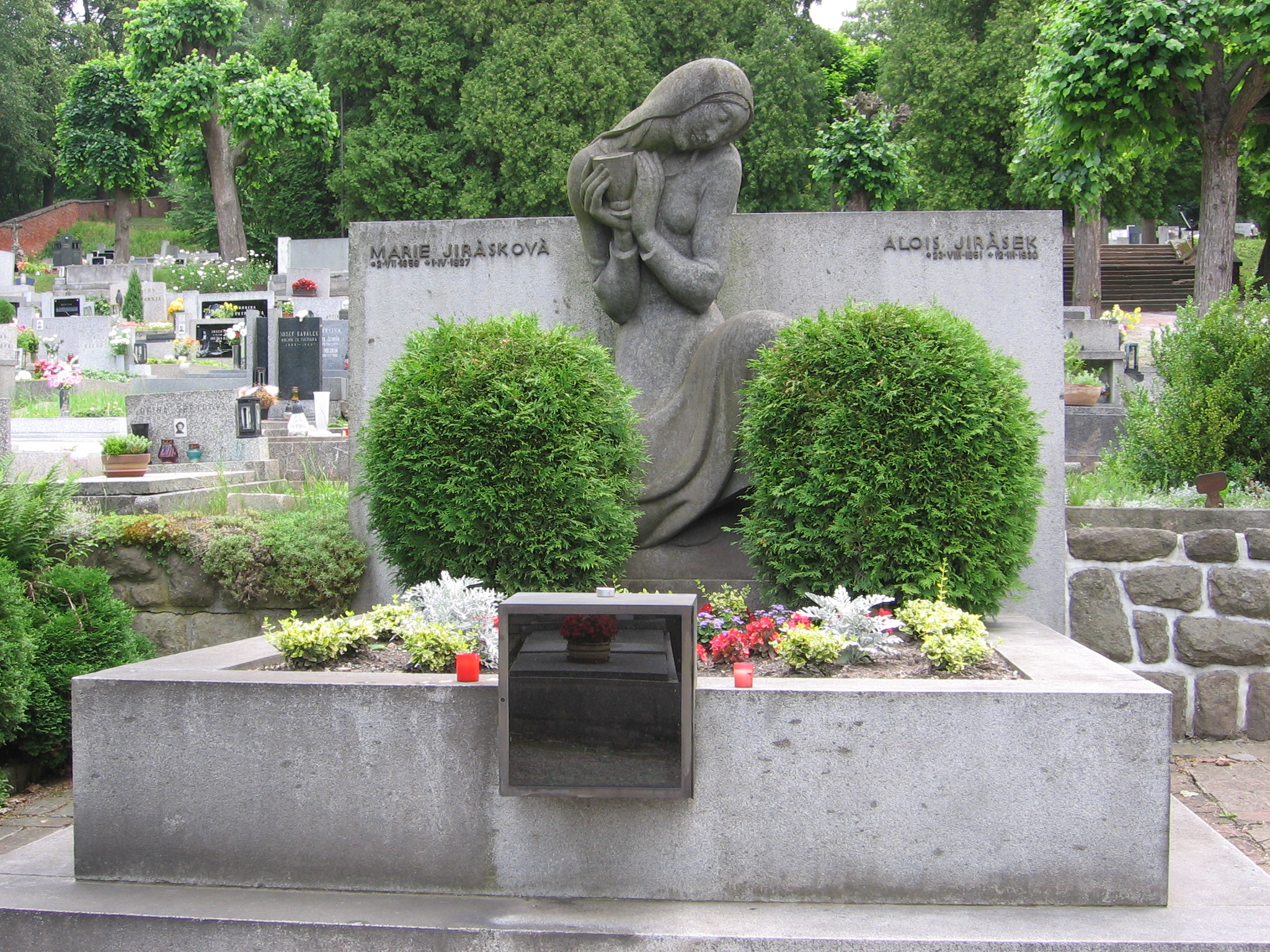
Tumba del autor checo.

- Staré pověsti české ("Antiguas leyendas checas", 1894): pedazos de leyendas checas, desde la del antepasado Čech, pasando por la Época de los Príncipes, los husitas, hasta la batalla de la Montaña Blanca.
- Mezi proudy ("Entre corrientes", 1887-1890): sobre los inicios del movimiento husita y las disputas del rey Wenceslao de Luxemburgo con la nobleza y el clero. Aparecen personajes históricos como Jan Hus, Jan Žižka, Václav IV. y el arzobispo Jan z Jenštejna.
- Proti všem ("Contra todos", 1893): el pico del movimiento husita, la edificación de Tábor, la campaña de Segismundo de Luxemburgo en Bohemia y la batalla de Vítkov.
- Bratrstvo ("Hermandad", 1900-1909): una novela de tres partes sobre el declive de los del husitas después de la batalla de Lipany y el traslado de las tropas husitas hacia Eslovaquia bajo el control de Jan Jiskra.
- Husitský král ("El rey husita", 1920-1930): novela sobre Jorge de Podiebrad, representado como un fuerte gobernante. Jirásek nunca lo terminó debido a su enfermedad, por lo que solo se publicaron las primeras dos partes.
- Z Čech až na konec světa ("De Bohemia al fin del mundo", 1888): sobre la misión diplomática de Jorge de Podiebrad. Basada en el libro de viaje de Václav Šašek de Bířkov.
- Slavný den ("Día famoso", 1879): novela ambientada en los años 1419-1420, que cubre desde el periodo las tormentas de los pobres de Praga hasta la muerte del rey Wenceslao IV y la batalla de Vítkov.
- Konec Un počátek ("El fin y el comienzo", 1879): novela situada en los años 1452-1453 en el castillo en Litice, donde está encarcelado Václav Koranda el Viejo. Describe el fin del campamento taborita y l fundación de la Unidad de los Brethren.
- Zemanka (1885): una historia corta posterior la batalla de Lipany, sobre el amor de la señora Eliška por Laurin, de la secta adamita.
- na novela ambientada a principios del siglo XVI   y y que describe el trágico destino de los descendientes de los campos , quienes, como mercenarios, derramaron sangre por intereses extranjeros
- V cizích službách ("En servicios extranjeros", 1883): novela ambientada en el siglo XVI durante el reinado de Vladislao II, que muestra el trágico  destino de los descendientes de los taboritas, quienes se volvieron mercenarios al servicio de intereses extrnjeros.
- Maryla (1885): historia de amor corta de la era de Poděbradská.
- , . La historia principal sigue el destino de los miembros de la familia del cazador Tomáš Machovec, afectados y destrozados por la visita de los patronos jesuitas. Durante la Primera Guerra Mundial , Temno se convirtió en el libro checo más popular, ya que recordaba la fugacidad del poder, basado en la violencia.
- Temno ("Oscuridad", 1913-1915): habla de la era de mayor opresión a la nación checa. La vida espiritual estuvo controlada por la Iglesia católica - los jesuitas, quienes perseguían a los no católicos por reunirse en secreto para leer la Biblia y otra literatura prohibida. La historia sigue a los miembros de la familia de Tomáš Machovec. Durante la Primera Guerra Mundial se volvió el libro checho más popular por su retrato del poder sostenido con violencia.
- Psohlavci (1884): novela situada en el siglo XVII.
- Skaláci (1875): sobre la rebelión campesina de 1775 en la región de Náchod. Fue su primer gran trabajo.
- Skály ("Rocas", 1886): sobre los primeros años de la guerra de los Treinta Años, Cuenta el destino de una familia evangélica de Ronov, que emigró al área de Adršpach, y sobre el dr. Voborský; además de la opresión de un pueblo que realiza un fallido levantamiento.
- Na dvoře vévodském ("En la corte ducal", 1877): novela que describe la atmósfera de la Ilustración en el castillo de Náchod en el último cuarto del siglo XVIII y los esfuerzos de los patriotas por abolir la Corvea.
- Ráj světa ("Paraíso terrenal", 1880): novela cuya trama se desarrolla en Viena y en el tiempo y con algunos personajes de En la corte ducal; es un retrato detallado de la sofisticada vida en el Congreso de Viena.
- novela de cinco partes, personaje principal František Ladislav Age - comerciante de Dobruška, patriota; el objetivo era mostrar cómo el proceso de renacimiento nacional tuvo lugaren Praga (corriente intelectual) y en Dobruška (corriente popular). Lospersonajes históricos: Václav Thám , Václav Matěj Kramerius y otros; FL Age se representa según el carácter real del comprador František Vladislav Hek .
- F. L. Věk (1888-1906): novela de cinco partes que tiene como personaje principal a František Ladislav Věk de Dobruška, comerciante de Dobrušky y patriot. Muestra el proceso de Renacimiento Nacional en Praga (corriente intelectual) y en Dobruška (corriente popular). Las personalidades históricas incluyen a Václav Thám y Václav Matěj Kramerius.
- U nás ("En nuestro país", 1896-1903): crónica de cuatro partes (Úhor, Novina, Osetek, Zeměžluč) que tiene lugar en Náchod y Hronov (Padolí); el personajes principal es un sacerdote .
- Filosofská historie ("Historia filosófica", 1878): sobre las vidas de los estudiantes que viven en Litomyšl y sobre los combates en Praga de 1848.

#### Obras de teatro
La llamada "Trilogía de los tres Jans":
- Jan Hus (1911).
- Jan Žižka (1903).
- Jan Roháč (1914).

Otras:
- Kolébka ("Cuna", 1891): comedia, ambientada en la época de Wenceslao IV.
- Emigrant ("Emigrante", 1898): drama ambientado en la Navidad de 1741 en Police nad Metují, cuando las tropas del rey prusiano Federico II invadieron Bohemia.[18]
- M. D. Rettigová (1901): comedia dedicada a la memoria de la autora y cocinera compatriota.
- Gero (1904): tragedia, sobre las causas de la destrucción de los eslavos polabianos.

## Legado

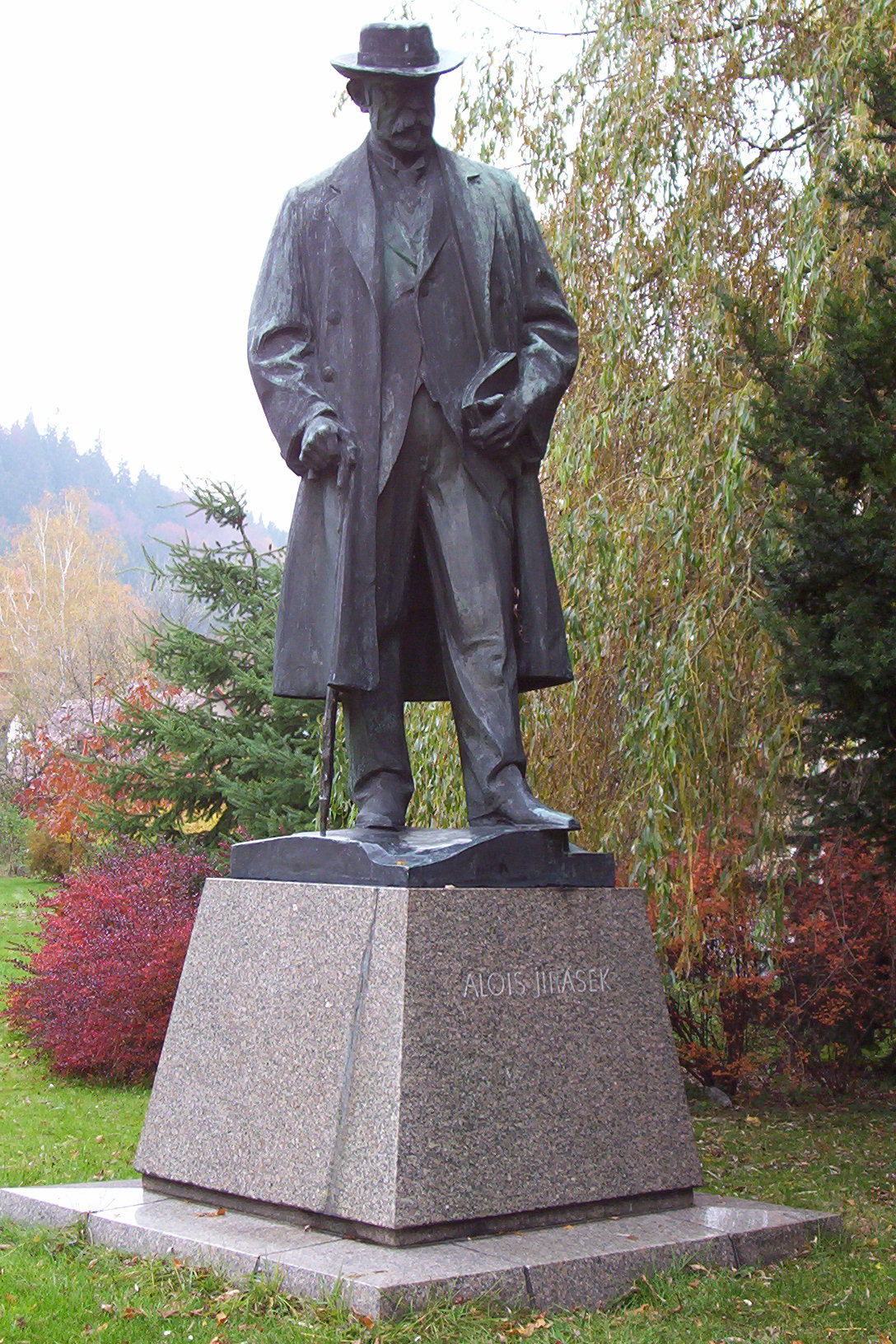
Estatua de Alois Jirásek en el parque Hronov.

Jirásek es uno de los escritores checos más importantes. Utilizó detalles y personajes históricos para describir la era sobre la que escribía. También describió los acontecimientos sociales de su periodo.

Me complace particularmente que las numerosas expresiones de amor por su persona también expresen el amor de nuestra gente por un buen libro checo. Has enseñado a la gente a leer y a pensar, es decir, a preparar el camino hacia la libertad.
Tomáš Masaryk, en una carta a Jirásek por su cumpleaños 70.

Su obra gozó de considerable popularidad a finales del siglo XIX y en el siglo XX. La editorial Jan Otto comenzó a publicar colectivamente los escritos completos de Jirásek en los años 1890-1930 (45 volúmenes) y en los años 1927-1933 la segunda edición (47 volúmenes). La tercera se publicó en 1936-1947 e incluyó más volúmenes.
Durante la llamada Segunda República (1938-1939), Alois Jirásek fue calificado como «el divulgador más peligroso de falsas interpretaciones de nuestra historia», por lo que el gobierno dio una discreta instrucción de que sus obras desaparecieran de las librerías. En los años 1949-1958, por iniciativa de Klement Gottwald se publicó un compendio integral de los escritos de Jirásek llamado "El legado de Alois Jirásek a la nación", con un total de 32 volúmenes.

## Honores
- Orden imperial de Francisco José (30 de noviembre de 1898).[23]
- Nominación al premio Nobel de Literatura en 1918, 1919, 1921 y 1930.[24]
- Doctorado honoris causa en filosofía (2 de abril de 1919), por la Universidad Carolina.[25]
- Orden de San Alejandro, por parte del Reino de Bulgaria (agosto de 1921).
- Orden de San Sava, del Reino de Yugoslavia (1926).[19]
- El Instituto en la calle Ressl cambió su nombre a Instituto Jirasek.
- Monumento a Alois Jirásek, en el parque de la plaza Jirásek frente a la casa de la calle Resslova (desde junio de 1960), creado por el escultor  Karel Pokorný.[26]